# Dominio de Trinidad y Tobago
Trinidad y Tobago obtuvo su independencia del Reino Unido el 31 de agosto de 1962 y se convirtió en república el 1 de agosto de 1976.
Cuando el gobierno británico terminó en 1962, la Ley de Independencia de Trinidad y Tobago de 1962 transformó a la colonia de la Corona británica de Trinidad y Tobago en un estado soberano independiente, compartiendo a su soberana, Isabel II, la reina de Trinidad y Tobago, con los otros estados encabezados por la misma. Las funciones constitucionales del monarca fueron en su mayoría delegadas al gobernador general de Trinidad y Tobago.
Los siguientes gobernadores generales ocuparon el cargo:
1. Solomon Hochoy (31 de agosto de 1962 - 24 de junio de 1972)
2. Ellis Clarke (24 de junio de 1972 - 1 de julio de 1976)

Eric Williams fue el primer ministro  (y jefe de gobierno).
Isabel II visitó las islas en febrero de 1966.
Tras la abolición de la monarquía y la promulgación de la república el 1 de agosto de 1976, el último gobernador general, Sir Ellis Clarke, se convirtió en el primer presidente de Trinidad y Tobago.